# Luciano Basile
Pour les articles homonymes, voir Basile.
Antoine Lucien Basile, dit Luciano Basile, est né le 13 décembre 1959 à Montréal au Québec. Il possède également la nationalité italienne. Ses parents sont originaires d'Avellino. Il est entraîneur de hockey sur glace.

## Carrière d'entraîneur
En 1976, Basile commence à entraîner en Midget AAA. Depuis 1990, il entraîne en Europe. Il s'est occupé d'équipes italiennes, espagnoles et allemande. En 2003, son club de l'ERSC Amberg en Oberliga dépose le bilan. Il a également été pendant un temps adjoint de Pat Cortina l'entraîneur de la sélection magyare. 
Le 25 octobre 2003, il dirige son premier match à la tête des Diables Rouges de Briançon contre Mulhouse en Ligue Magnus. Il est nommé à la tête de l'équipe par le président du club Alain Bayrou pour suppléer l'entraîneur-joueur Juha Jokiharju. Il emmène cette équipe en finale de Coupe de France en 2005 perdue contre Rouen et 2006 perdue contre Dijon. Sa première recrue majeure est le slovène Edo Terglav qui est devenu au fil des saisons capitaine de l'équipe. Proche du sélectionneur hongrois Pat Cortina, il a fait venir trois internationaux à Briançon : Márton Vas, Viktor Szélig puis Balázs Ladányi. Il termine 3e de la Ligue Magnus en 2006-2007. En 2008, son équipe s'incline en finales de la Coupe de la Ligue 2008 et du championnat face à Rouen. En 2010, il s'entoure de François Groleau comme entraîneur-assistant qui s'occupe notamment du travail vidéo et de Stéphane Gervais comme préparateur physique. parvient à ses fins le 31 janvier 2010, les Diables Rouges battent Rouen 2-1 aux tirs au but en finale de la Coupe de France 2010. Terglav et ses coéquipiers remportent le premier titre majeur de l'histoire du club. En 2011, il décide de faire venir l'international espagnol Ander Alcaine, 19 ans, comme gardien titulaire des Diables Rouges. Lors de la Coupe de la ligue 2011-2012, son équipe l'emporte 4-1 face aux Pingouins de Morzine-Avoriaz et décrochent la première Coupe de la Ligue de leur histoire. Sous sa direction, les Diables rouges décrochent la Coupe de France 2013.
Les Briançonnais remportent le match des champions 2013 face à Rouen 4-2. En Coupe de France, les Diables rouges atteignent le stade des demi-finales où ils sont éliminés 2-4 face à Rouen. Briançon s'incline contre cette même équipe en demi-finale de Coupe de la Ligue. Le 22 décembre 2013, ils remportent 5-4 face à Grenoble le Winter Game, match de saison régulière disputé au Stade des Alpes. Deuxièmes de la saison régulière, les Briançonnais éliminent Villard-de-Lans trois matchs à un puis Dijon en quatre matchs secs. Lors de la finale, Ils affrontent Angers et s'imposent quatre victoires à trois. Lors du septième et dernier match, le 6 avril 2014, les Ducs mènent 1-0 grâce à Braden Walls à la patinoire René Froger. Les Diables rouges réagissent en supériorité numérique et l'emportent 5-1. Briançon décroche la Coupe Magnus, trophée récompensant le champion de France, pour la première fois de son histoire.
Ne trouvant pas d'entente avec les dirigeants briançonnais, il signe aux Rapaces de Gap, l'autre club professionnel des Hautes-Alpes qui évolue dans la Ligue Magnus. Il emmène avec lui six joueurs champions de France et est assisté par Éric Blais, qu'il avait dirigé à Briançon. Deuxièmes de la saison régulière, sa formation remporte la finale de la Coupe Magnus face au Gamyo Épinal en sept matchs.

## Parcours
Au cours de sa carrière, Luciano Basile a entraîné les clubs suivants :
- 1988-1990 : Hockey Montréal [9] (Québec)
- 1990-1993 : Bressanone Hockey Club (Série B)
- 1993-1995 : Hockey Club Varèse (Série A)
- 1995-1996 : Asiago (Série A)
- 1996-1998 : Majadahonda HC (Superliga Española)
- 1998-1999 : Fiemme Hockey Club (Série B)
- 1999-2001 : HC Fassa (Série A)
- 2001-2003 : ERSC Amberg (Oberliga)
- 2003-2014 : Diables rouges de Briançon (Ligue Magnus)
- 2014-2017 : Gap (Ligue Magnus)

## Parcours international
- 1990-1991 : Équipe Nationale Militaire Bolzano (Italie)
- Sélectionneur de l'équipe d'Espagne (2010-).

## Trophées et honneurs personnels
- Ligue Magnus
  - 2005-2006 : nommé entraîneur de la sélection étrangère lors du Match des étoiles.
  - 2007-2008 : nommé entraîneur de la sélection étrangère lors du Match des étoiles.
  - 2008-2009 : nommé entraîneur de l'équipe étoile des étrangers.
  - 2009 : remporte le trophée Camil-Gélinas.
  - 2009-2010 : nommé entraîneur de l'équipe étoile des étrangers.
  - 2010 : remporte le trophée Camil-Gélinas.
  - 2013 : remporte le trophée Camil-Gélinas.
  - 2015 : remporte le trophée Camil-Gélinas.

## Résultats en Ligue Magnus
Note: PJ : parties jouées, V : victoires, VP : victoires en prolongation, D : défaites, N : matchs nuls, DP : défaites en prolongation, BP : buts pour, BC : buts contre, Diff : Différence de buts
| Saison    | Division     | Class. français | PJ | V  | VP | N | DP | D  | BP  | BC | Diff. | Class. division | Séries éliminatoires                                                                    |
| --------- | ------------ | --------------- | -- | -- | -- | - | -- | -- | --- | -- | ----- | --------------- | --------------------------------------------------------------------------------------- |
| 2014-2015 | Ligue Magnus | 1e              | 26 | 18 | 2  | - | 0  | 6  | 88  | 71 | +17   | 1e              | Amiens 3-2 (quart de finale) Dijon 4-1 (demi-finale) Épinal 4-3 (Finale)                |
| 2013-2014 | Ligue Magnus | 1er             | 26 | 18 | 3  | - | 1  | 4  | 106 | 51 | +55   | 1er             | Villard-de-Lans 3-1 (quart de finale) Dijon 4-0 (demi-finale) Angers 4-3 (Finale)       |
| 2012-2013 | Ligue Magnus | 3e              | 26 | 17 | 2  | - | 1  | 6  | 113 | 71 | +42   | 3e              | Strasbourg 3-1 (quart de finale) Rouen 3-1 (demi-finale)                                |
| 2011-2012 | Ligue Magnus | 6e              | 26 | 13 | 2  | - | 5  | 6  | 91  | 78 | +13   | 6e              | Angers 3-1 (quart de finale)                                                            |
| 2010-2011 | Ligue Magnus | 6e              | 26 | 15 | 2  | - | 1  | 8  | 107 | 54 | +53   | 6e              | Amiens 3-1 (quart de finale)                                                            |
| 2009-2010 | Ligue Magnus | 2e              | 26 | 18 | 3  | - | 2  | 3  | 127 | 66 | +61   | 3e              | Strasbourg 3-1 (quart de finale) Angers 3-2 (demi-finale)                               |
| 2008-2008 | Ligue Magnus | 2e              | 26 | 23 | 1  | - | 1  | 1  | 152 | 61 | +91   | 2e              | Morzine-Avoriaz 3-0 (quart de finale) Angers 3-2 (demi-finale) Grenoble 3-1 (finale)    |
| 2007-2008 | Ligue Magnus | 2e              | 26 | 19 | 2  | - | 2  | 3  | 119 | 62 | +57   | 2e              | Tours 3-0 (quart de finale) Grenoble 3-0 (demi-finale) Rouen 3-0 (finale)               |
| 2006-2007 | Ligue Magnus | 3e              | 26 | 20 | 1  | 0 | 1  | 4  | 140 | 67 | +73   | 3e              | Amiens 3-0 (quart de finale) Grenoble 3-2 (demi-finale)                                 |
| 2005-2006 | Ligue Magnus | 5e              | 26 | 15 | 1  | 1 | 2  | 7  | 98  | 69 | +29   | 5e              | Dijon 3-1 (quart de finale)                                                             |
| 2004-2005 | Ligue Magnus | 5e              | 28 | 16 | 2  | 2 | 1  | 7  | 126 | 76 | +50   | 5e              | Mulhouse 3-1 (quart de finale)                                                          |
| 2003-2004 | Super 16     | 9e              | 18 | 9  | 0  | 1 | 2  | 12 | 87  | 87 | 0     | 9e              | Non qualifié en séries éliminatoires Champion de la poule nationale (poule de maintien) |

## Résultats en Coupe de France
Résultats de l'équipe dirigée par Basile en Coupe de France.
| Année | Phase                     | Résultat                      |
| ----- | ------------------------- | ----------------------------- |
| 2015  | 16e de finale             | Spartiates de Marseille       |
| 2015  | 8e de finale              | Lions de Lyon                 |
| 2015  | Quart de finale           | Brûleurs de Loups de Grenoble |
| 2015  | Demi-finale               | Gothiques d'Amiens            |
| 2014  | 8e de finale              | Yétis du Mont-Blanc           |
| 2014  | Quart de finale           | Gothiques d'Amiens            |
| 2014  | Demi-finale               | Dragons de Rouen              |
| 2013  | 16e de finale             | Spartiates de Marseille       |
| 2013  | 8e de finale              | Pingouins de Morzine-Avoriaz  |
| 2013  | Quart de finale           | Ducs de Dijon                 |
| 2013  | Demi-finale               | Brûleurs de Loups de Grenoble |
| 2013  | Finale                    | Ducs d'Angers                 |
| 2012  | 16e de finale             | Lynx de Valence               |
| 2012  | 8e de finale              | Rapaces de Gap                |
| 2012  | Quart de finale           | Gothiques d'Amiens            |
| 2011  | Interdit de participation | Interdit de participation     |
| 2010  | 16e de finale             | Rapaces de Gap                |
| 2010  | 8e de finale              | Ours de Villard-de-Lans       |
| 2010  | Quart de finale           | Gothiques d'Amiens            |
| 2010  | Demi-finale               | Étoile noire de Strasbourg    |
| 2010  | Finale                    | Dragons de Rouen              |
| 2009  | 8e de finale              | Ducs de Dijon                 |
| 2008  | 16e de finale             | Rapaces de Gap                |
| 2008  | 8e de finale              | Ours de Villard-de-Lans       |
| 2008  | Quart de finale           | Étoile noire de Strasbourg    |
| 2007  | 16e de finale             | Rapaces de Gap                |
| 2007  | 8e de finale              | Avalanche Mont-Blanc          |
| 2007  | Quart de finale           | Ours de Villard-de-Lans       |
| 2007  | Demi-finale               | Dauphins d'Épinal             |
| 2006  | 16e de finale             | Sports de Glace Annecy        |
| 2006  | 8e de finale              | Brûleurs de Loups de Grenoble |
| 2006  | Quart de finale           | Ours de Villard-de-Lans       |
| 2006  | Demi-finale               | Ducs d'Angers                 |
| 2006  | Finale                    | Ducs de Dijon                 |
| 2005  | 16e de finale             | Nice Hockey Côte d'Azur       |
| 2005  | 8e de finale              | Lynx de Valence               |
| 2005  | Quart de finale           | Avalanche Mont-Blanc          |
| 2005  | Demi-finale               | Scorpions de Mulhouse         |
| 2005  | Finale                    | Dragons de Rouen              |
| 2004  | 16e de finale             | Lyon Hockey Club              |
| 2004  | 8e de finale              | Brûleurs de Loups de Grenoble |

## Résultats en Coupe de la Ligue
Résultats de l'équipe dirigée par Basile en Coupe de la Ligue.
| Année | Phase           | Résultat                      |
| ----- | --------------- | ----------------------------- |
| 2016  | Phase de poule  | 1er de la pour C              |
| 2016  | Quart de finale | Pingouins de Morzine-Avoriaz  |
| 2016  | Demi Finale     | Boxers de bordeaux            |
| 2016  | Finale          | Dragons de Rouen              |
| 2015  | Phase de poule  | 1re de la poule C             |
| 2015  | Quart de finale | Chamois de Chamonix           |
| 2015  | Demi-finale     | Dragons de Rouen              |
| 2014  | Phase de poule  | 2e de la poule C              |
| 2014  | Quart de finale | Ducs de Dijon                 |
| 2014  | Demi-finale     | Dragons de Rouen              |
| 2013  | Phase de poule  | 1er de la poule D             |
| 2013  | Quart de finale | Pingouins de Morzine-Avoriaz  |
| 2013  | Demi-finale     | Ducs d'Angers                 |
| 2012  | Phase de poule  | 1er de la poule D             |
| 2012  | Quart de finale | Chamois de Chamonix           |
| 2012  | Demi-finale     | Dragons de Rouen              |
| 2012  | Finale          | Pingouins de Morzine-Avoriaz  |
| 2011  | Phase de poule  | 2e de la poule D              |
| 2011  | Quart de finale | Pingouins de Morzine-Avoriaz  |
| 2011  | Demi-finale     | Dragons de Rouen              |
| 2011  | Finale          | Brûleurs de Loups de Grenoble |
| 2010  | Phase de poule  | 1er de la poule D             |
| 2010  | Quart de finale | Chamois de Chamonix           |
| 2010  | Demi-finale     | Dragons de Rouen              |
| 2009  | Phase de poule  | 2e de la poule D              |
| 2009  | Quart de finale | Ducs de Dijon                 |
| 2009  | Demi-finale     | Dragons de Rouen              |
| 2009  | Finale          | Brûleurs de Loups de Grenoble |
| 2008  | 8e de finale    | Rapaces de Gap                |
| 2008  | Quart de finale | Brûleurs de Loups de Grenoble |
| 2008  | Demi-finale     | Pingouins de Morzine          |
| 2008  | Finale          | Dragons de Rouen              |
| 2007  | 8e de finale    | Orques d'Anglet               |
| 2007  | Quart de finale | Brûleurs de Loups de Grenoble |

## Match des champions
Match des Champions
| Année | Adversaire                    | Résultat |
| ----- | ----------------------------- | -------- |
| 2013  | Dragons de Rouen              | 4-2      |
| 2009  | Brûleurs de Loups de Grenoble | 1-0      |